# Bryconamericus singularis
Bryconamericus singularis és una espècie de peix de la família dels caràcids i de l'ordre dels caraciformes.

## Morfologia
- Els mascles poden assolir 3,9 cm de llargària total.
- Nombre de vèrtebres: 33.[4]

## Alimentació
Menja insectes aquàtics, caragols, llavors i plantes aquàtiques.

## Hàbitat
Viu en zones de clima tropical.

## Distribució geogràfica
Es troba a Sud-amèrica: riu Cinaruco (conca del riu Orinoco, Veneçuela).